# Хуросон (река)
Хуросон (тадж. Хуросон; до 31 июля 2023 года — Белеули<) — река, протекающая по территории Мургабского района Горно-Бадахшанской автономной области Таджикистана. Крупнейший левый приток реки Сардобруд.
Длина — 23 км. Площадь водосбора — 197 км². Количество притоков, имеющих длину менее 10 км — 27, их общая длина составляет 51 км.
Берёт начало из одноимённого ледника, расположенного на высоте около 5000 метров над уровнем моря. В основном река течёт в северо-западном направлении.